# Хорос

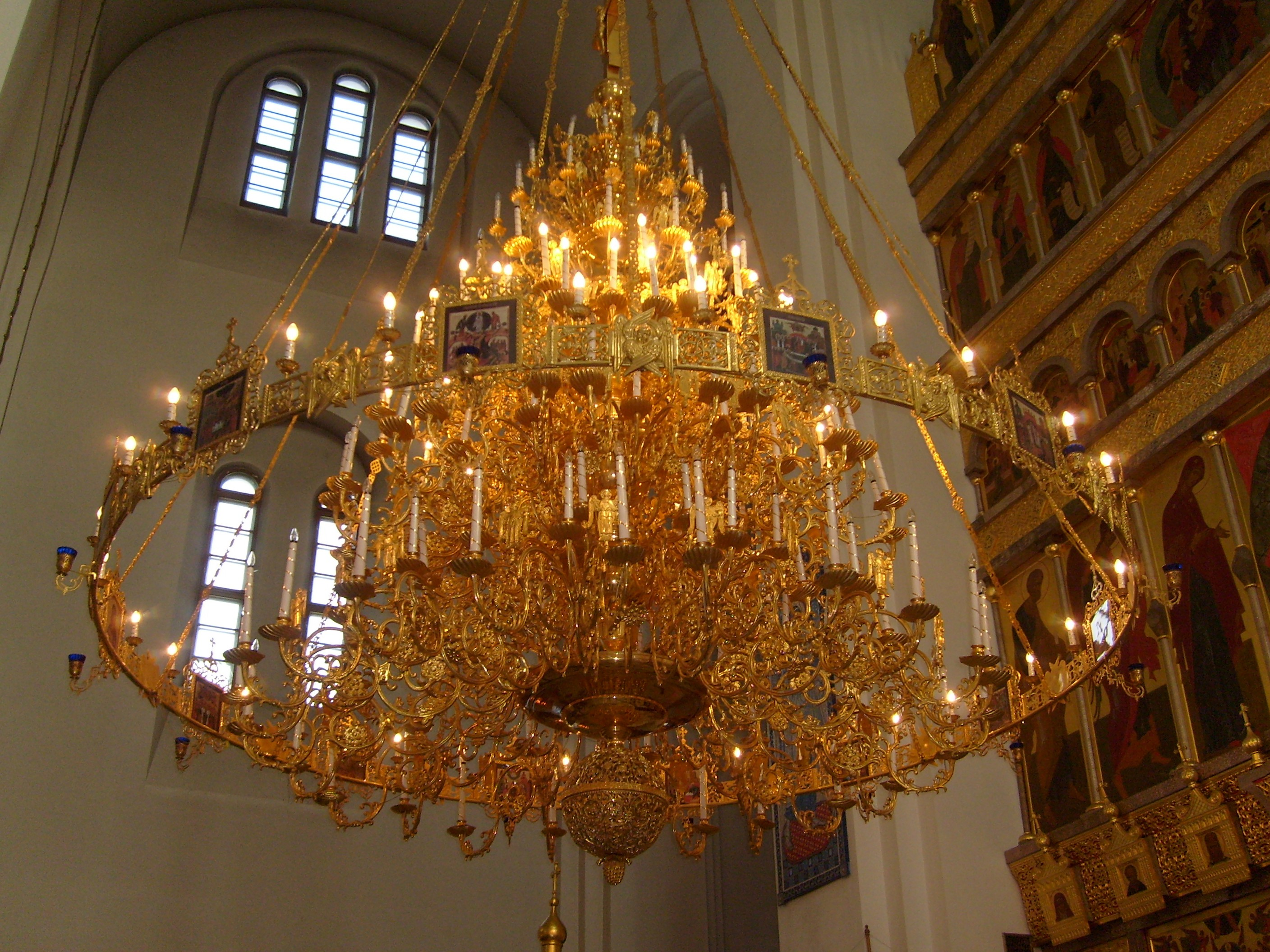
Паникадило в Спасо-Преображенском соборе Тольятти, представляющее собою сложную конструкцию: широкая часть в виде обода колеса — это одноярусный хорос; а узкая верхняя часть — многоярусное паникадило, выполненное в виде люстры

Хо́рос (др.-греч. χορός — круг, хор, хоровод) — одноярусное или многоярусное поликандило, каждый ярус которого сделан в форме обода колеса. Хорос символизирует звёзды на тверди небесной и является наиболее древней формой поликандила.

## История
В раннехристианских молитвенных домах (лат. domus ecclesiae) греческим словом «хорос» называли центр дома, где по кругу рассаживались члены христианской общины, символизируя равенство всех перед Богом. Позднее, в  раннехристианских храмах, хорос — подкупольное пространство средокрестия, символизирующее твердь земную. Купол символизировал небесный свод. По кругу на возвышении устанавливали горящие свечи. Со временем такой круг стали заменять висящим под куполом храма поликандилом (многосвечником). Двенадцать свечей или двенадцать звеньев хороса обозначали двенадцать первоапостолов. Они имели вертикальные щитки с их изображениями. Название «хорос» связали с начальными словами молитвы: «Вместе помолимся…». В Византии хоросы изготавливали из бронзы или меди, иногда с крестом в центре. Такими они были привнесены на Русь. Существовали и  архитектонические хоросы. В таких случаях они символизировали  Новый Иерусалим .